# Vittorio Sentimenti
Vittorio Sentimenti, couramment appelé Sentimenti III (né le 18 août 1918 à Bomporto en Émilie-Romagne et mort le 27 septembre 2004 à Turin dans le Piémont), est un joueur de football professionnel italien.

## Biographie
Vittorio Sentimenti dit Ciccio évolua durant toute sa carrière dans le championnat d'Italie dans plusieurs clubs dont celui de sa ville d'origine, le Modène FC. 
Puis il joue pendant 8 ans à la Juventus FC (avec qui il dispute son premier match juventino le 12 octobre 1942 lors d'un succès 5-0 contre Pro Patria en coupe) avec qui il marque 69 buts (ce qui fait de lui le 17e meilleur buteur de l'histoire du club), pendant 3 ans à la Lazio de Rome, et pendant 4 ans au Torino FC.

## La famille Sentimenti
La famille des Sentimenti, dont Vittorio faisait partie, était connue en Italie pour avoir un certain nombre de footballeurs professionnels, dont certains frères de Vittorio, comme Ennio, Lucidio, Primo, ou encore Arnaldo.
Il y avait également son cousin Lino, ainsi que ses neveux Roberto et Andrea.
Il jouera en même temps que son frère, le gardien de but Lucidio Sentimenti à Modène, à la Juve et à la Lazio, le club romain où Primo Sentimenti jouait lorsque ses deux frères arrivèrent.
Les cinq frères Sentimenti étaient surnommés les Ciccio.

## Palmarès
| Juventus - Championnat d'Italie : - Vice-champion : 1945-46 et 1946-47. - Coupe d'Italie (1) : - Vainqueur : 1941-42. - Meilleur buteur : 1942-43 (5 buts). |  | Modène - Serie B : - Meilleur buteur : 1940-41 (24 buts). |